# ブライアン・ボウルズ
ブライアン・ボウルズ（Brian Bowles、1980年6月22日 - ）は、アメリカ合衆国の男性総合格闘家。ウェストバージニア州チャールストン出身。ハードコア・ジム所属。ブラジリアン柔術茶帯。元WEC世界バンタム級王者。
プロになってからもペプシコーラ販売員の仕事を継続していた。

## 来歴
2005年から総合格闘技の練習を始め、翌年にプロデビュー。2007年にはWECと契約し、緒戦となった6月3日のチャーリー・ヴァレンシア戦はチョークスリーパーで勝利した。次いで12月12日にはマルコ・ロウロと対戦、KO勝利でWEC2連勝となった。
2008年8月3日のWEC 35でダマッシオ・ペイジに一本勝ち。サブミッション・オブ・ザ・ナイトを受賞した。12月3日のWEC 37でもウィル・ヒベイロに一本勝ちし、サブミッション・オブ・ザ・ナイトを受賞した。
2009年の4月5日にはミゲール・トーレスの持つWEC世界バンタム級王座に挑戦予定であったが、怪我により欠場した。8月9日、WEC 42でのタイトルマッチでは1ラウンドKO勝ちを収め王座獲得に成功した。ノックアウト・オブ・ザ・ナイトを受賞した。
2010年3月6日、初防衛戦となったWEC 47で挑戦者ドミニク・クルーズと対戦。2ラウンド終了時に右手の骨折でドクターストップがかかり、TKO負けによりキャリア初敗北を喫するとともに王座陥落した。

### UFC
2011年3月3日、UFC初参戦となったUFC Live: Sanchez vs. Kampmannでダマッシオ・ペイジと再戦し、ギロチンチョークで一本勝ち。サブミッション・オブ・ザ・ナイトを受賞した。
2011年7月2日、UFC 132で水垣偉弥と対戦し、3-0の判定勝ちを収めた。
2011年11月19日、UFC 139でユライア・フェイバーと対戦し、ギロチンチョークで一本負けを喫した。
2013年5月25日、UFC 160でジョージ・ループと対戦し、2RTKO負け。試合後の薬物検査で規定値を超えた高濃度のテストステロンが検出され、ネバダ州アスレチック・コミッションから9か月間の出場停止処分を受け、UFCからリリースされた。

## 戦績
| 総合格闘技 戦績 | 総合格闘技 戦績 | 総合格闘技 戦績 | 総合格闘技 戦績 | 総合格闘技 戦績 | 総合格闘技 戦績 | 総合格闘技 戦績 |
| --------------- | --------------- | --------------- | --------------- | --------------- | --------------- | --------------- |
| 13 試合         | (T)KO           | 一本            | 判定            | その他          | 引き分け        | 無効試合        |
| 10 勝           | 3               | 6               | 1               | 0               | 0               | 0               |
| 3 敗            | 2               | 1               | 0               | 0               | 0               | 0               |

| 勝敗 | 対戦相手                   | 試合結果                         | 大会名                                                        | 開催年月日     |
| ×    | ジョージ・ループ           | 2R 1:43 TKO（パウンド）          | UFC 160: Velasquez vs. Bigfoot 2                              | 2013年5月25日  |
| ×    | ユライア・フェイバー       | 2R 1:27 ギロチンチョーク         | UFC 139: Shogun vs. Henderson                                 | 2011年11月19日 |
| ○    | 水垣偉弥                   | 5分3R終了 判定3-0                | UFC 132: Cruz vs. Faber                                       | 2011年7月2日   |
| ○    | ダマッシオ・ペイジ         | 1R 3:30 ギロチンチョーク         | UFC Live: Sanchez vs. Kampmann                                | 2011年3月3日   |
| ×    | ドミニク・クルーズ         | 2R終了時 TKO（ドクターストップ） | WEC 47: Bowles vs. Cruz 【WEC世界バンタム級タイトルマッチ】   | 2010年3月6日   |
| ○    | ミゲール・トーレス         | 1R 3:57 KO（右フック→パウンド）  | WEC 42: Torres vs. Bowles 【WEC世界バンタム級タイトルマッチ】 | 2009年8月9日   |
| ○    | ウィル・ヒベイロ           | 3R 1:11 ギロチンチョーク         | WEC 37: Torres vs. Tapia                                      | 2008年12月3日  |
| ○    | ダマッシオ・ペイジ         | 1R 3:30 ギロチンチョーク         | WEC 35: Condit vs. Miura                                      | 2008年8月3日   |
| ○    | マルコ・ロウロ             | 2R 2:09 KO（パンチ）             | WEC 31: Faber vs. Curran                                      | 2007年12月12日 |
| ○    | チャーリー・ヴァレンシア   | 2R 2:50 チョークスリーパー       | WEC 28: Faber vs. Farrar                                      | 2007年6月3日   |
| ○    | シェイン・ウェイニシュッケ | 1R 1:38 チョークスリーパー       | ISCF: Invasion                                                | 2007年2月9日   |
| ○    | チャールズ・ナット         | 1R 4:28 TKO（パンチ連打）        | Wild Bill's Fight Night 4                                     | 2006年9月8日   |
| ○    | ティム・ハニーカット       | 1R ギブアップ                    | Wild Bill's Fight Night 2                                     | 2006年5月12日  |

## 獲得タイトル
- 第4代WEC世界バンタム級王座（2009年）

## 表彰
- UFC サブミッション・オブ・ザ・ナイト（1回）
- WEC ノックアウト・オブ・ザ・ナイト（1回）
- WEC サブミッション・オブ・ザ・ナイト（2回）